# Давидюк Тарас Дмитрович
Тара́с Дми́трович Давидю́к (позивний «Старий»; 28 серпня 1986, м. Рівне — 3 листопада 2023, біля с. Роботине, Запорізька область, Україна) — український пластун, журналіст, громадський діяч, педагог, військовослужбовець Збройних сил України, учасник російсько-української війни.

## Життєпис
Тарас Давидюк народився 28 серпня 1986 року в Рівному. Закінчив Острозьку академію за спеціальністю «політолог».
Працював учителем історії та журналістом. Засновник та головний редактор місцевого незалежного новинного вебсайту «Горинь.інфо».

### Громадська діяльність
Від 2002 року — у громадському русі. Член організації «Молодий Рух». Протягом 2005—2012 років був головою обласної організації і членом центрального проводу Молодіжного націоналістичного конгресу; головою рівненської обласної організації «Активна молодь». Брав участь в організації акцій солідарності із сумськими політв'язанями режиму януковича, смолоскипних ходів на честь героїв України, гри «Криївка».
2005 року приєднався до місцевого осередку Пласту в станиці Острог. З 2012 року пластував у станиці Рівне, був референтом УСП, УПЮ, комунікацій та ЗМІ, заступником голови СПС, членом та головою СПР. Пройшов вишкіл юнацьких впорядників; упорядник гуртка «Чорні ступні» та «Вовки»,  зв'язковий 33-го юнацького пластового куреня імені Уласа Самчука, виховник та інструктор багатьох пластових таборів. Виховну працю поєднував з обов'язками осередкового старшого пластунства в місті.
Учасник Революції гідності. Був добровольцем у 14-й та 15-й сотнях Самооборони Майдану.
У 2015 році Всеукраїнське обʼєднання "Свобода" висунуло Давидюка своїм кандидатом у Рівненську міську раду 7-го скликання по мажоритарному окрузі (не обраний).
Організатор акцій «FreeRiff» та «FreeKuzmenko», патріотичних заходів, координатор Рівненщини на Марші захисників України 24 серпня у Києві. Голова рівненського відділення Спілки ветеранів війни з росією, заступник голови Координаційної ради з питань ветеранів Рівненщини. 

### Російсько-українська війна
2014 року брав участь у добровольчому батальйоні «Гарпун», був добровольцем у 15-й МНК-частині. 
У 2016—2019 роках служив у 130 окремому розвідувальному батальйоні. 2020-2021 був розвідником-кулеметником у 14 бригаді імені Князя Романа Великого. 2019 року демобілізувався.
З початком повномасштабного російського вторгнення знову на фронті. У вересні заручився з своєю коханою Тетяною. І відбув назад на службу. Служив у 14-му окремому полку ЗСУ.
Загинув 3 листопада 2023 року поблизу села Роботине Запорізької області під час підтримки контрнаступу.

## Вшанування пам'яті
У місті Рівне вулицю Набережна планують перейменувати на вулицю Тараса Давидюка.
У 2024 році була презентована книга «Розвідник», присвячена Тарасу Давидюку. Автором якої є культуролог та дослідник історії Волині Микола Федоришин.